# Hazel Daly
Hazel Daly, nata Geraldine Daly (Chicago, 8 ottobre 1895 – Santa Monica, 2 gennaio 1987), è stata un'attrice statunitense che lavorò nel cinema all'epoca del muto.
Proveniente dal teatro, iniziò la sua carriera cinematografica nel 1915, lavorando per Goldwyn nel 1919. Si ritirò dal cinema nel 1921.
Sposò il regista Harry Beaumont dal quale ebbe due gemelle, Anne and Geraldine. Il loro matrimonio durò fino al 22 dicembre 1966, giorno di morte di Beaumont.

## Filmografia
- Boys Will Be Boys, regia di Joseph Byron Totten - cortometraggio (1915)
- The Tenderfoot's Triumph, regia di Tom Mix - cortometraggio (1915)
- The Impersonation of Tom, regia di Tom Mix - cortometraggio (1915)
- Shooting Up the Movies, regia di Tom Mix - cortometraggio (1916)
- Skinner's Dress Suit, regia di Harry Beaumont (1917)
- A Four Cent Courtship, regia di Lawrence C. Windom (1917)
- Satan's Private Door, regia di J. Charles Haydon (1917)
- Skinner's Bubble, regia di Harry Beaumont (1917)
- Filling His Own Shoes, regia di Harry Beaumont (1917)
- Mr. Pringle and Success - cortometraggio (1917)
- A Corner in Smiths - cortometraggio (1917)
- Skinner's Baby, regia di Harry Beaumont (1917)
- Brown of Harvard, regia di Harry Beaumont (1918)
- A Wild Goose Chase, regia di Harry Beaumont (1919)
- The Little Rowdy, regia di Harry Beaumont (1919)
- The Gay Lord Quex, regia di Harry Beaumont (1919)
- Stop Thief, regia di Harry Beaumont (1920)
- Beating the Game, regia di Victor Schertzinger (1921)